# Palaeolycus dreginensis
Palaeolycus dreginensis è un pesce osseo estinto, appartenente agli aulopiformi. Visse nel Cretaceo superiore (Campaniano, circa 75 milioni di anni fa) e i suoi resti fossili sono stati ritrovati in Europa.

## Descrizione
Questo pesce era di medie dimensioni, e raggiungeva i 40 centimetri di lunghezza. Possedeva un corpo allungato e snello, quasi anguilliforme. La testa era piccola in relazione al corpo, ma di forma allungata e dotata di una moltitudine di robusti denti aguzzi; gli occhi erano grandi e la bocca ampia. La pinna dorsale era eccezionalmente ridotta, posta appena dopo la metà del corpo. Le pinne pettorali erano a forma di ventaglio. La pinna anale era nastriforme, e iniziava appena prima della pinna dorsale, a circa metà del corpo, per finire appena prima del peduncolo caudale. La pinna caudale era biforcuta. Erano presenti alcuni bassi scudi dorsali, che terminavano all'incirca a un terzo della lunghezza totale dell'animale.

## Classificazione
Palaeolycus è un rappresentante degli encodontidi, un gruppo di pesci predatori appartenenti agli aulopiformi, tipici del Cretaceo e dotati di dentature particolarmente sviluppate. In particolare, Palaeolycus era una forma relativamente basale, alla base di un clade comprendente le sottofamiglie degli Enchodontinae e degli Eurypholinae. 
Palaeolycus dreginensis venne descritto per la prima volta nel 1863 da von der Marck, sulla base di resti fossili ritrovati nel giacimento di Sendenhorst in Vestfalia (Germania), risalente al Campaniano.